# Sarah Deffeyes
 (octobre 2016).
Si vous disposez d'ouvrages ou d'articles de référence ou si vous connaissez des sites web de qualité traitant du thème abordé ici, merci de compléter l'article en donnant les références utiles à sa vérifiabilité et en les liant à la section « Notes et références ».
Sarah Deffeyes, née le 17 juillet 1981 à Metz (Lorraine), est une comédienne française ayant vécu à l'Île de La Réunion.

## Biographie
Sarah Deffeyes a été formée par Bernard Roode, acteur et formateur à l’Actors Studio de Paris avec Robert Cordier et Jacques Marin. Elle fait ses premiers pas devant la caméra en 2003 dans la version « Île de la Réunion » de Caméra Café où elle reprend le rôle de Fred Castelli tenu en France par Valérie Décobert. En 2004 Ivan Sudres (Hémisphère Sud production) lui propose de se joindre à deux comédiennes, Marie-Alice Sinaman et Colette Carpanin, pour former un trio comique, Ze Tantines. Elle coécrit avec elles deux spectacles qui, après plusieurs mois de tournée, l’amènent à deux reprises sur la scène du Casino de Paris. Pour le rôle, elle est devenue blonde et cultive désormais le personnage,.
Thierry Jardinot, humoriste réunionnais, lui donne l’occasion de participer à ses différents spectacles, notamment ses soirées parisiennes au Casino de Paris, la première le 19 décembre 2005, ainsi qu’à une sitcom radiophonique sur RFO radio.
Elle inaugure ses premières scènes en solo en faisant la première partie de Tomer Sisley.
C’est grâce à Franck Dubosc (qui la conduira jusqu'à « Juste pour rire ») et à une rencontre inattendue avec lui, où elle aura la chance de lui montrer ses textes et prendre conseil, qu’elle décide de rejoindre la métropole, où Alain Kappauff (créateur de Caméra Café) lui propose un rôle dans la web-série Dingo ou Mytho ? pour MSN, coproduit par Marathon. S'enchaîne ensuite Caméra Café 2, Scènes de Ménages (au côté d'Audrey Lamy) où elle apparaît en guest à plusieurs reprises puis une apparition dans Gossip Girl (sitcom US) dans un épisode spécial tourné en juillet 2010 à Paris. Depuis 2011 cette artiste polyvalente a intégré les agences de mannequins « BB Agence » et « DMA », et a rejoint le groupe « NRJ » où elle prend les commandes de l'émission « MDR » sur le créneau du soir[pas clair].